# Moudrost

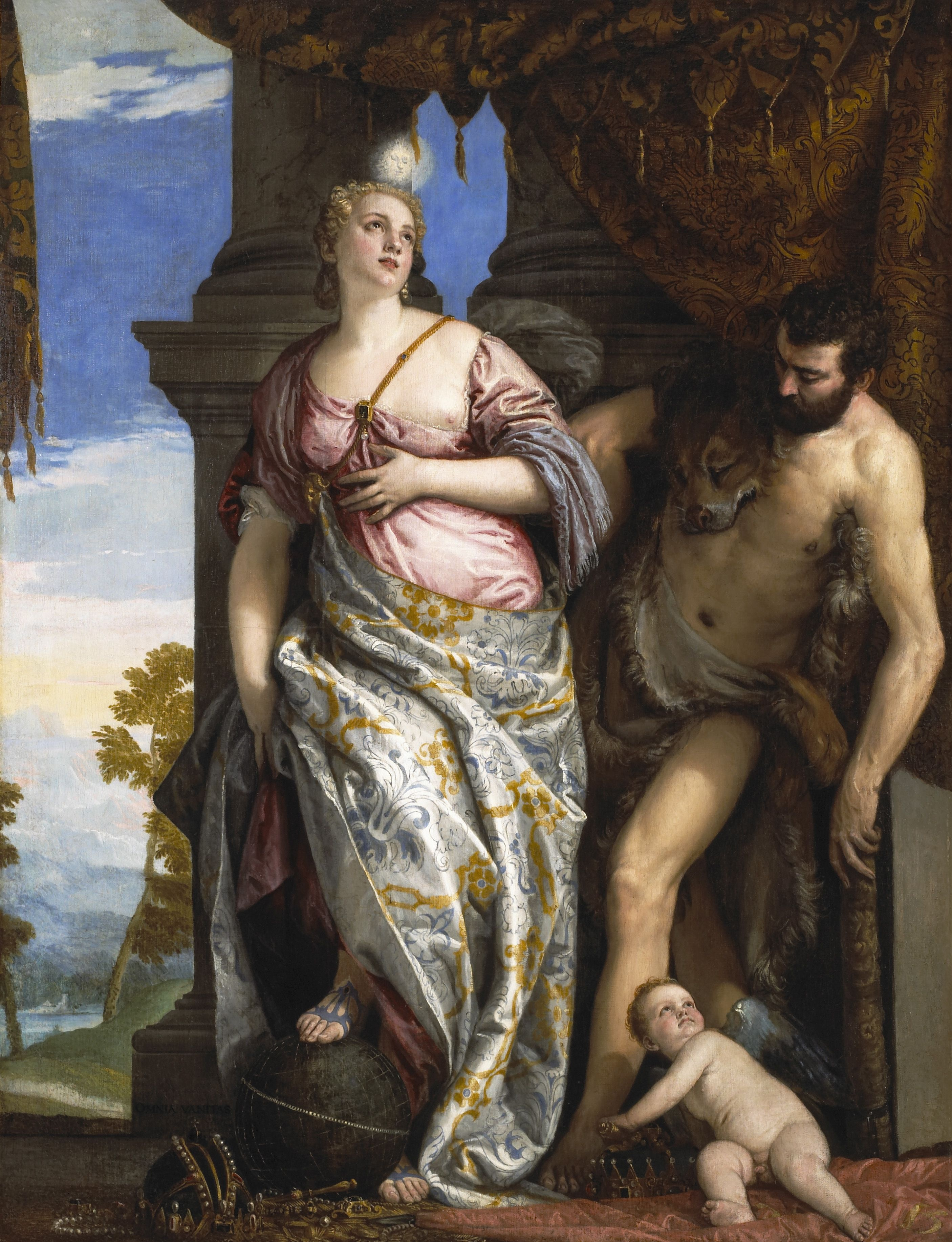
Paolo Veronese: Moudrost a síla (Kolem 1580, New York)

Moudrostí se obvykle rozumí shrnující a praktické rozumění světu i člověku, zároveň svrchované i taktně skromné, jež dává jistotu v rozhodování a jednání. K moudrosti nutně patří rozvaha, zkušenost a odstup od bezprostředních podnětů a okolností. Lidské společnosti moudrost vysoce cenily, ukládaly ji do přísloví, vyprávění i náboženských spisů a v mnoha kulturách se pokládá za ctnost. Thomas Hobbes v díle Základy filosofie státu a společnosti (O občanu) definuje moudrost jako „dokonalou znalost pravdy ve všech vědech jakýchkoli“. Ta podle něj povstává z „trvajících vzpomínek na věci, jako by pomocí řady jakýchsi určitých názvů, nemůže však nikterak býti dílem náhlého ostrovtipu, nýbrž dobře rozvažujícího rozumu, což souborným názvem nazýváme filosofií“. Sókratés před soudem o sobě říká, že „žádnou moudrost nemá, velkou ani malou“, a Platón vysvětluje, že z úcty k moudrosti, kterou si žádný smrtelník nemůže osobovat, si zvolil název „filosof“ – ten, který po moudrosti touží. Izraelský politik Abba Eban si prý stěžoval, že „lidé i národy jednají moudře, až když vyčerpali všechny ostatní možnosti“.

## Souvislosti
Jako jiné důležité pojmy, které nevznikly ve vědě, nýbrž v běžném lidském životě, není snadné moudrost definovat. Ostatně, jak ukázal americký kognitivní vědec George Lakoff, pojmy nevznikají vymezením, nýbrž naopak jakýmsi nabalováním kolem základního významu či prototypu. Proto se pokusíme pojem moudrosti vysvětlit na základě pojmů blízkých a ovšem také rozdílů mezi nimi.
Moudrost patrně souvisí se zkušeností a uvádí se obvykle na prvním místě základních čili „kardinálních ctností“: moudrost, spravedlnost, statečnost, mírnost. Hérakleitos říká, že moudrost je největší z ctností, je jen jedna, je i není božská a spočívá v tom, mluvit pravdu a jednat s ohledem na povahu věcí. Moudrý musí mnoho vědět, ale moudrost podle Hérakleita není „mnohoučenost“ a nikdo z řeckých mudrců nepochopil, že se nepodobá ničemu jinému. Podle I. Kanta je moudrost „praktická idea“,, životní cíl každého člověka, který lze k vědění přirovnat tak, že „věda je uspořádané vědění, kdežto moudrost je uspořádaný život.“ Anglický básník T. S. Eliot si stěžoval:
„Kde je ta moudrost, jež se nám ztratila v samém vědění?
Kde je to vědění, jež se nám ztratilo v samých informacích?“
Brazilské přísloví říká, že „Poznání řeže svět na kousky, moudrost jej dává dohromady.“
Moudrý člověk – podle Molièra – nezná žádné rány osudu a i kdyby přišel o všechno, přece zůstane sám sebou. Leonardo da Vinci pokládal moudrost za „dceru zkušenosti“ a běžné označení „zub moudrosti“ naznačuje, jako kdyby moudrost souvisela se stářím; ovšem africké přísloví varuje, že stářím člověk zešediví, ne nutně zmoudří. Podle starého čínského mudrce Li-buwei se zdá, jakoby moudrý člověk jednal pomalu a váhavě – a přece je rychlý, protože si počká na správný čas.
K moudrosti tak zřejmě patří jistá zdrženlivost jako u Sókrata a biblický prorok Izajáš proklíná ty, kdo si o sobě myslí, že jsou moudří. „Moudrý člověk bude mlčet, dokud nepřijde ta pravá chvíle, avšak nerozumný mluvka vždycky mluví v nepravý čas“, říká kniha Sírachovec (Sír 20,7), Židovské přísloví ovšem také říká:
„Mlčet je známka moudrosti, ale jen mlčet žádná moudrost není.“
Svatý Jeroným v dopise napsal, že „mýlit se je lidské, ale přiznat omyl je známka moudrosti.“ Středověký křesťanský učenec Pierre Abélard napsal, že prvním klíčem k moudrosti je nepochybně stálé a časté tázání[zdroj?] a německý aforista Georg Christoph Lichtenberg říká: „První krok moudrosti je všechno napadat. Poslední: se vším se srovnat.“

## Moudrost v Bibli a v křesťanství

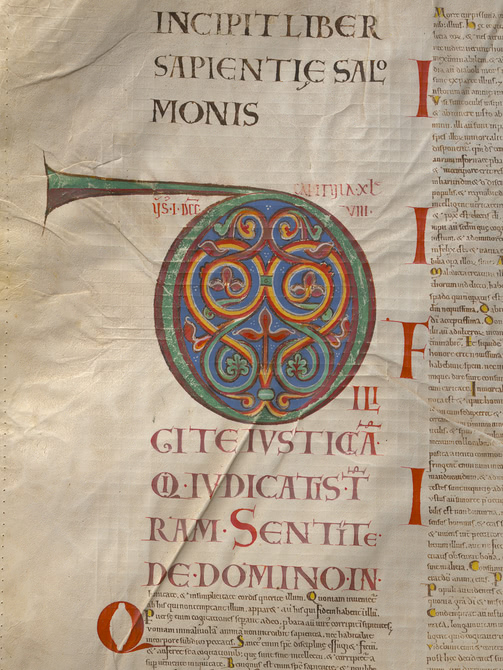
Začátek Knihy Moudrosti (Kodex Gigas, 13. stol., Stockholm)

## Moudrost v říši zvířat

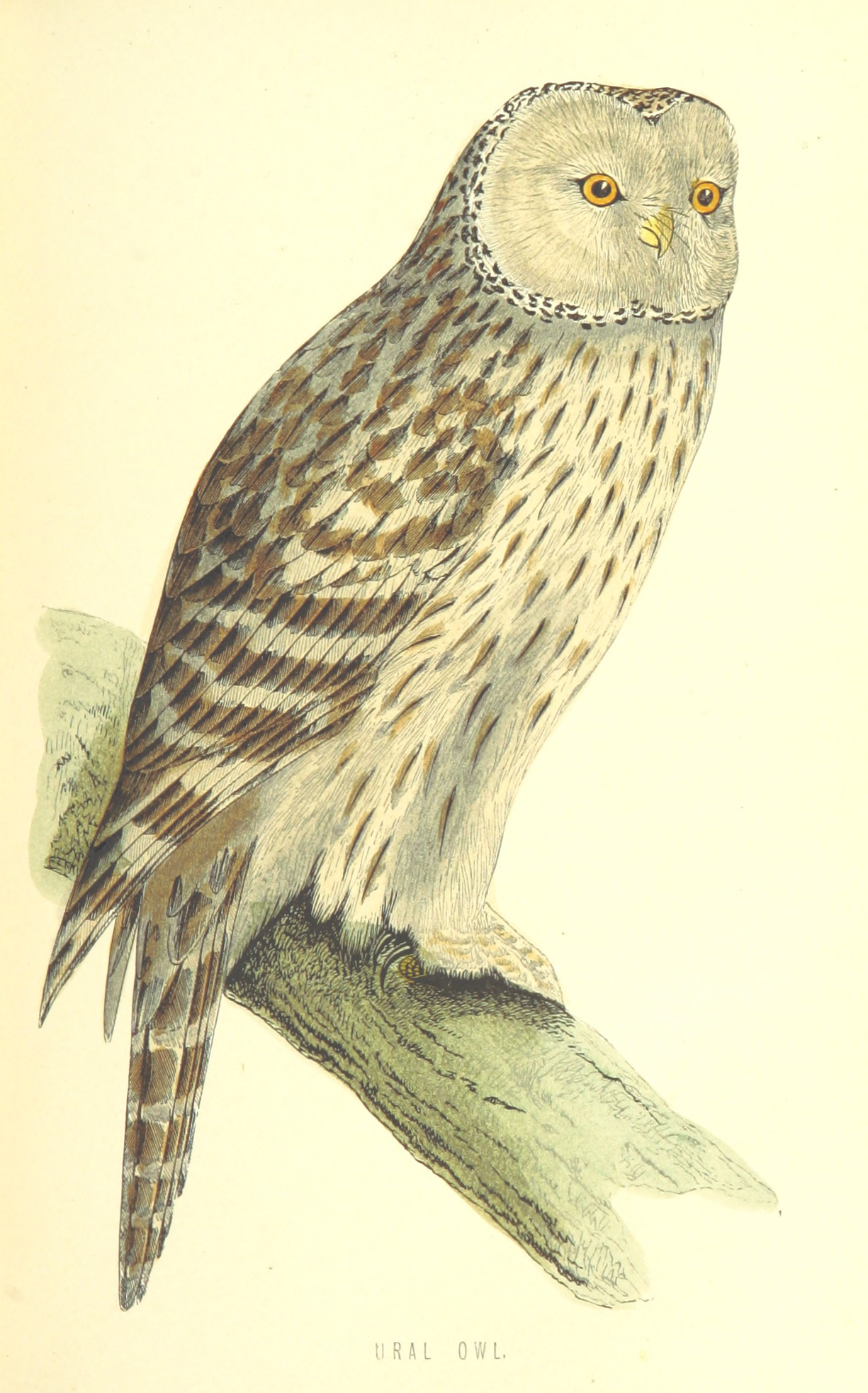
Sova jako symbol moudrosti ve zvířecí říši